# Emanuel von Graffenried (Schultheiss)

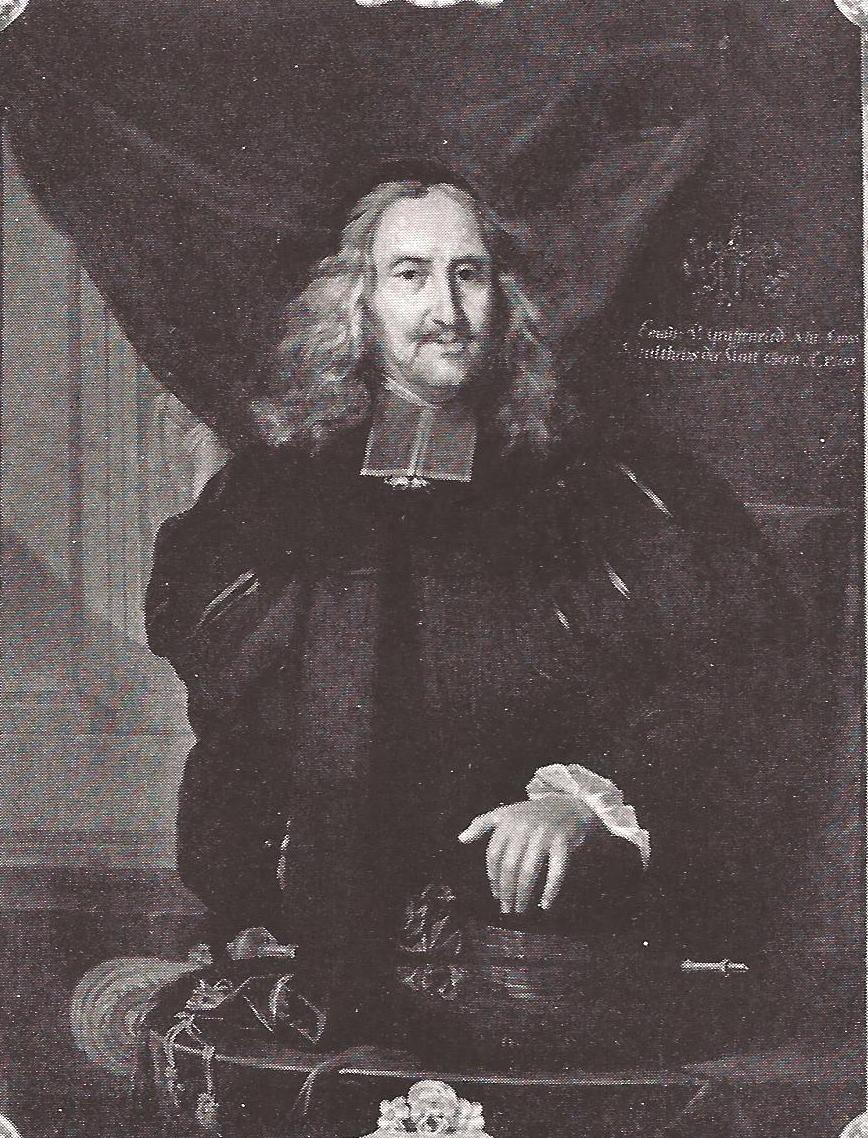
Emanuel von Graffenried, Gemälde von Johann Rudolf Huber, 1703

Emanuel von Graffenried (getauft 8. Dezember 1636 in Bern; † 4. April 1715) war Schultheiss von Bern.
Emanuel von Graffenried wurde als Sohn des Schultheissen Anton von Graffenried II. und der Ursula du Moulin geboren. Seine Jugend verbrachte er am Hof des Kurfürsten Karl Ludwig von der Pfalz in Heidelberg. 1656 verheiratete er sich mit Maria Magdalena von Werdt. 1664 wurde er Mitglied des bernischen Grossen Rates, 1669 Landvogt nach Lenzburg, 1680 Mitglied des Kleinen Rates, 1685 Salzdirektor und 1693 Venner zu Pfistern. 1700 wurde er schliesslich zum Schultheissen gewählt. Emanuel von Graffenried war Herr zu Bellerive und Vallamand. Er starb im Jahr 1715.